# Идемпотенција
Овај чланак описује математички концепт идемпотенције, за повезани концепт у рачунарству, погледајте Идемпотенција (рачунарство)
У математици, концепт идемпотенције, који грубо речено значи да нека операција даје исти резултат било да се извршава једном или више пута, јавља се на неколико места у апстрактној алгебри
Јављају се две главне дефиниције идемпотенције:
- Ако је дата бинарна операција, идемпотентан елемент је елемент који када се помножи (или за функцију, компонује) самим собом, даје себе као резултат. На пример, једина два реална броја која су идемпотентна у односу на множење су 0 и 1.
- Унарна операција је идемпотентна ако, кад год се примени двапут на било који елемент, даје исти резултат као кад се примени само једном. На пример, функција цео део је идемпотентна као функција из скупа реалних бројева у скуп целих бројева. Ова дефиниција за унарне операције је у ствари специјални случај дефиниције за бинарне операције.

## Формалне дефиниције

### Бинарна операција
Ако је {\displaystyle S} скуп са бинарном операцијом {\displaystyle *}, тада се за елемент {\displaystyle s} из {\displaystyle S} каже да је идемпотентан (у односу на {\displaystyle *}) ако {\displaystyle s*s=s}.
Специјално, сваки неутрал је идемпотентан. Ако је сваки елемент на скупу {\displaystyle S} идемпотентан, тада се за бинарну операцију {\displaystyle *} каже да је идемпотентна. На пример, операције уније и пресека скупова су обе идемпотентне.

### Унарна операција
Ако је {\displaystyle f} унарна операција на домену {\displaystyle X}, тада је {\displaystyle f} идемпотентна ако за свако {\displaystyle x\in X},
{\displaystyle f(f(x))=f(x)}. 
Ово је еквивалентно исказу {\displaystyle f\circ f=f}, где {\displaystyle \circ } означава композицију функција.
Специјално, идентитета је идемпотентна, као и свака константна функција.

## Уобичајени примери

### Функције
Као што је већ речено, идентитете и константна пресликавања су увек идемпотентна. Мање тривијални примери су функција апсолутне вредности реалног или комплексног аргумента, као и цео део функција.

### Идемпотентни елементи прстена
Идемпотентан елемент прстена је по дефиницији елемент који је идемпотентан у односу на операцију множења прстена.
Ако је {\displaystyle e} идемпотентно у прстену {\displaystyle R}, онда је {\displaystyle eRe} такође прстен, са мултипликативним неутралом {\displaystyle e}.
Два идемпотентна елемента, {\displaystyle e} и {\displaystyle f} се називају ортогоналним ако {\displaystyle ef=fe=0}. У овом случају, {\displaystyle e+f} је такође идемпотентно, и имамо {\displaystyle e\leq e+f} и {\displaystyle f\leq e+f}.
Ако је {\displaystyle e} идемпотентно у прстену {\displaystyle R}, тада је идемпотентно и {\displaystyle f=1-e}; {\displaystyle e} и {\displaystyle f} су ортогонални.
Идемпотентни елемент {\displaystyle e\in R} се назива централним ако {\displaystyle ex=xe} за свако {\displaystyle x\in R}. У овом случају, {\displaystyle Re} је прстен са мултипликативним неутралом {\displaystyle e}. Централни идемпотентни елементи прстена {\displaystyle R} су у блиској вези са декомпозицијама {\displaystyle R} у директне суме прстенова. Ако је {\displaystyle R} директна сума прстенова {\displaystyle R_{1},...,R_{n}}, тада су неутрали прстенова {\displaystyle R_{i}} централно идемпотентни у {\displaystyle R}.
Прстен у коме су сви елементи идемпотентни се назива Булов прстен. Може се показати да је у сваком таквом прстену, множење комуттивно, и да сваки елемент има свој адитивни инверз.

### Други примери
Идемпотентне операције се могу наћи и у Буловој алгебри, као и у линеарној алгебри, где је пројекција идемпотентна.
Идемпотентан полупрстен је полупрстен чије сабирање (не множење) идемпотентно.
Постоје идемпотентне матрице. Види Списак матрица.